# ダークランズ
ダークランズ (Darklands)はイギリスのロックバンド、ジーザス&メリーチェインの2ndアルバム。1987年8月31日発売。

## 概要
前作リリース後にベーシストのダグラス・ハートと、プライマル・スクリームでの活動に専念するためにドラマーだったボビー・ギレスピーがバンドを脱退、その穴を埋めるためにベースはジムとウィリアムの2人が担当、ドラムは全編にわたってドラムマシンが使用されている。1987年4月にリリースされたシングル『エイプリル・スカイズ』は全英8位まで上昇、バンド最大のヒット・シングルとなった。前作での騒々しいフィードバック・ノイズは鳴りを潜め、より歌とメロディを重視したギターポップへの接近を図った結果、アルバムは全英5位を記録。バンドが獲得したチャート最高位が本作となった。

## 収録曲
全曲ジム・リード、ウィリアム・リードによる作詞作曲
1. ダークランズ / Darklands - 3:03
2. パーフェクト・モーニング / Deep One Perfect Morning - 2:43
3. ハッピー・ホエン・イット・レインズ / Happy When It Rains - 3:36
4. ダウン・オン・ミー / Down on Me - 2:36
5. ナイン・ミリオン・レイニー・デイズ / Nine Million Rainy Days - 4:29
6. エイプリル・スカイズ / April Skies - 4:00
7. フォール / Fall - 2:28
8. チェリー・ケイム・トゥー / Cherry Came Too - 3:06
9. オン・ザ・ウォール / On the Wall - 5:05
10. アバウト・ユー / About You - 2:33

## 参加ミュージシャン
- ジム・リード - ボーカル、ギター、ベース、ドラムマシン・プログラミング
- ウィリアム・リード - ボーカル (#1, #5, #9)、ギター、ベース、ドラムマシン・プログラミング